# Vychneve
Vychneve (en ukrainien : Вишневе, en français : « Cerise ») est une ville de l'oblast de Kiev, en Ukraine. Sa population s'élevait à 37 457 habitants en 2013.

## Géographie
Vychneve est située à 3 km au sud-ouest de Kiev, dont elle est devenue une ville-satellite.

## Histoire
En 1886, les Chemins de fer du Sud-Ouest (en ukrainien : Південно-Західна залізниця, Pivdenno-Zakhidna zaliznytsia, ou PZZ) ouvrirent une gare à l'emplacement de l'actuelle Vychneve. Elle reçut le nom du village le plus proche, Jyliany (en ukrainien : Жуляни). En 1912, une agglomération commença à se développer autour de la gare. Pendant la guerre civile, les troupes rouges et blanches s'y affrontèrent. La population s'accrut durant la collectivisation, lorsque des paysans furent installés près de la gare. Vychneve fut encore un champ de bataille durant la Seconde Guerre mondiale, en août 1941, et 365 habitants furent récompensés pour leurs actes de bravoure ou d'héroïsme durant la guerre. À partir de 1946, les bases de la ville moderne de Vychneve furent mises en place. La population atteignait 4 000 habitants en 1960. En 1971, Vychneve reçut le statut de ville.

## Population
Recensements (*) ou estimations de la population :
| 1970*  | 1979*  | 1989*  | 2001*  |
| ------ | ------ | ------ | ------ |
| 10 554 | 23 239 | 30 669 | 34 465 |

| 2010   | 2011   | 2012   | 2013   |
| ------ | ------ | ------ | ------ |
| 36 614 | 36 712 | 37 012 | 37 457 |